# Мольдован, Штефания
Штефания Мольдован (настоящая фамилия — Ангелесян) (венг. Moldován Stefánia; 24 августа 1929, Шьеу-Одорхей — 12 апреля 2012, Будапешт, ВНР) — венгерская оперная певица (лирико-драматическое сопрано). Заслуженная артистка Венгрии (1978).

## Биография
Армянского происхождения. Образование получила в Музыкальной академии Ференца Листа в Будапеште (1948—1953).
Дебютировала в опере «Богема» Джакомо Пуччини в Сегедском оперном театре. В 1953—1961 годах — солистка оперного театра в г. Сегеде, с 1961 по 2012 год — Будапештского оперного театра.
Снялась в 7 кино- и телефильмах.
Обладала яркой сценической внешностью, музыкальностью, мягким и глубоким голосом.

## Избранные партии
- Мими — («Богема» Д. Пуччини)
- Татьяна — «Евгений Онегин» П. Чайковского)
- Леонора — («Трубадур» Дж. Верди)
- Джульетта — («Сказки Гофмана» Ж. Оффенбаха)
- Донна Эльвира — («Дон Жуан» Моцарта)
- Амелия — («Бал-маскарад» Дж. Верди)
- Маннон Леско — («Манон Леско» Пуччини)
- Дездемона — («Отелло» Дж. Верди)
- Ксения — («Борис Годунов» М. Мусоргского)
- Аида — («Аида» Дж. Верди)

## Награды
- Премия Ференца Листа (1959)
- Заслуженная артистка Венгрии (1978)
- Премия профсоюзов (1978)
- Почётный гражданин Будапешта XIII район (1998)